# Аш-Шабакі
Аш-Шабакі (англ. al-Shabaki, араб. الشبكي) — поселення в Сирії, що складає невеличку друзьку общину в нохії  Аль-Мушаннаф, яка входить до складу однойменної мінтаки Ес-Сувейда в південній сирійській мухафазі Ес-Сувейда.